# شاطئ إيزتوزو
«شاطئ إيزتوزو» (بالتركية: İztuzu Plajı)‏ هو شاطئ طويل طوله حوالي 4.5 كم قريب من بلدة داليان، في مديرية أورطاجا بمحافظة موغلا في جنوب غرب تركيا. الشاطئ بقعة ضيقة من الأرض تشكل حاجزًا طبيعيًا بين دلتا المياه العذبة لنهر داليان والبحر الأبيض المتوسط، وهي أحد المواقع الرئيسية لتكاثر «السلاحف البحرية ضخمة الرأس» (Caretta caretta) (بالإنجليزية: Loggerhead sea turtle)‏ في البحر الأبيض المتوسط، ولذلك يشار إليها عادة باسم «شاطئ السلاحف» "Turtle Beach". 
قام الاتحاد الدولي لحفظ الطبيعة بوضع «السلاحف البحرية ضخمة الرأس» على القائمة الحمراء للأنواع المهددة بالانقراض. لهذا السبب يتمتع الشاطئ بوضع الحماية منذ عام 1988م، وهو جزء من «منطقة الحماية الخاصة للبيئة في كويجيغيز-داليان» (بالإنجليزية: Köyceğiz-Dalyan Special Environmental Protection Area)‏.

## الحماية البيئيةللسلاحف البحرية ضخمة الرأس
إن أكبر تهديد لبقاء «السلاحف البحرية ضخمة الرأس» هو تلك الشواطئ الرملية التي تبدأ السلاحف منها حياتها، ولهذا السبب بُذلت جهود دولية للحفاظ عليها بدأت في التسعينيات.

احتلت الجهود المبذولة لحماية بيض «السلاحف البحرية ضخمة الرأس» وضمان أرض خصبة آمنة لهذه الأنواع المهددة بالانقراض، عناوين الصحف الدولية، وأصبحت قضية حفظ سلالة «السلاحف البحرية ضخمة الرأس»، هي واحدة من أهم العناصر في جدول أعمال تركيا البيئي. 

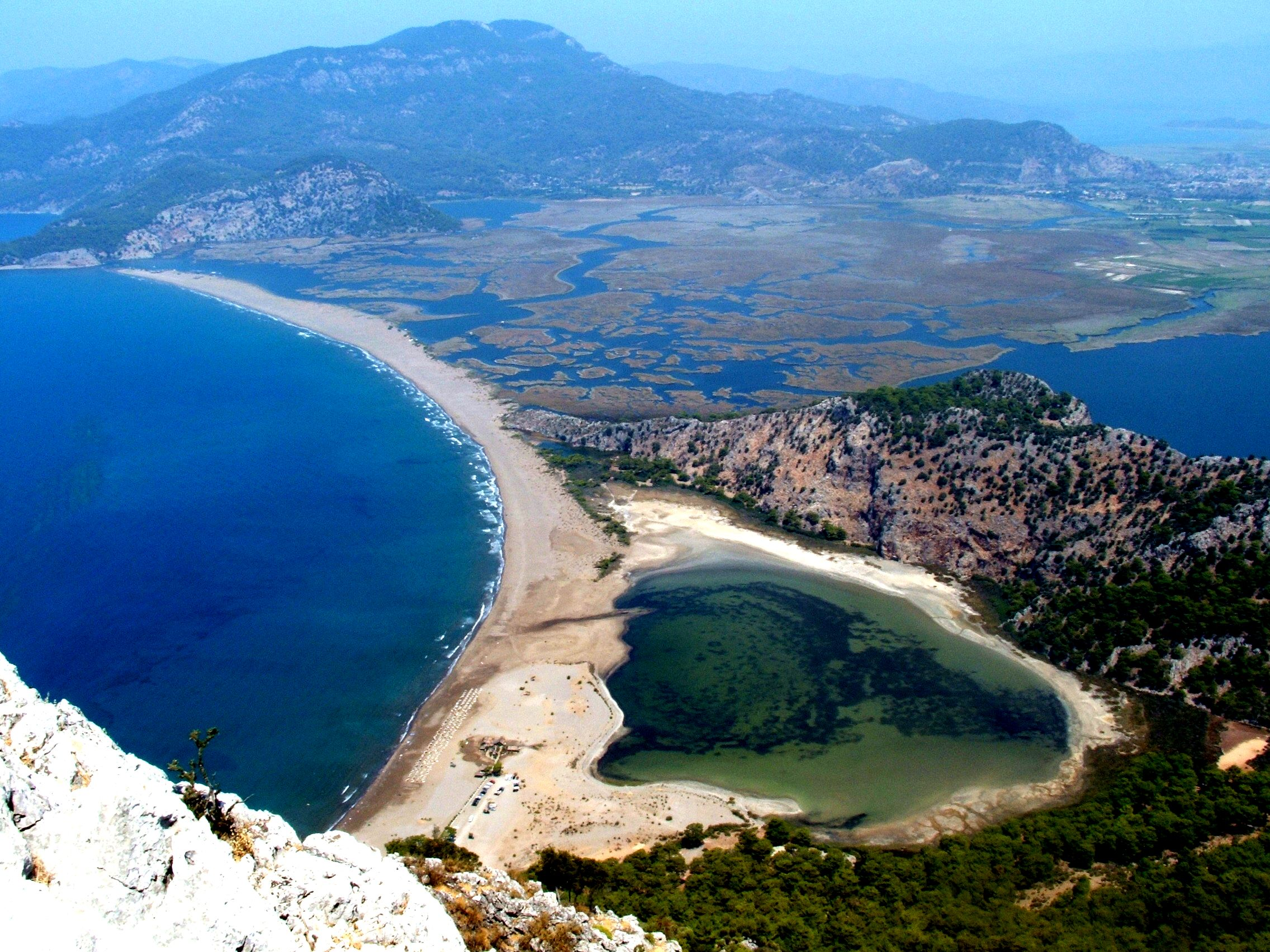
منظر علم "لشاطئ إيزتوزو" من فوق "تلة بوزبورن" الكائن بها محطة الرادارات.

## تاريخ الشاطئ

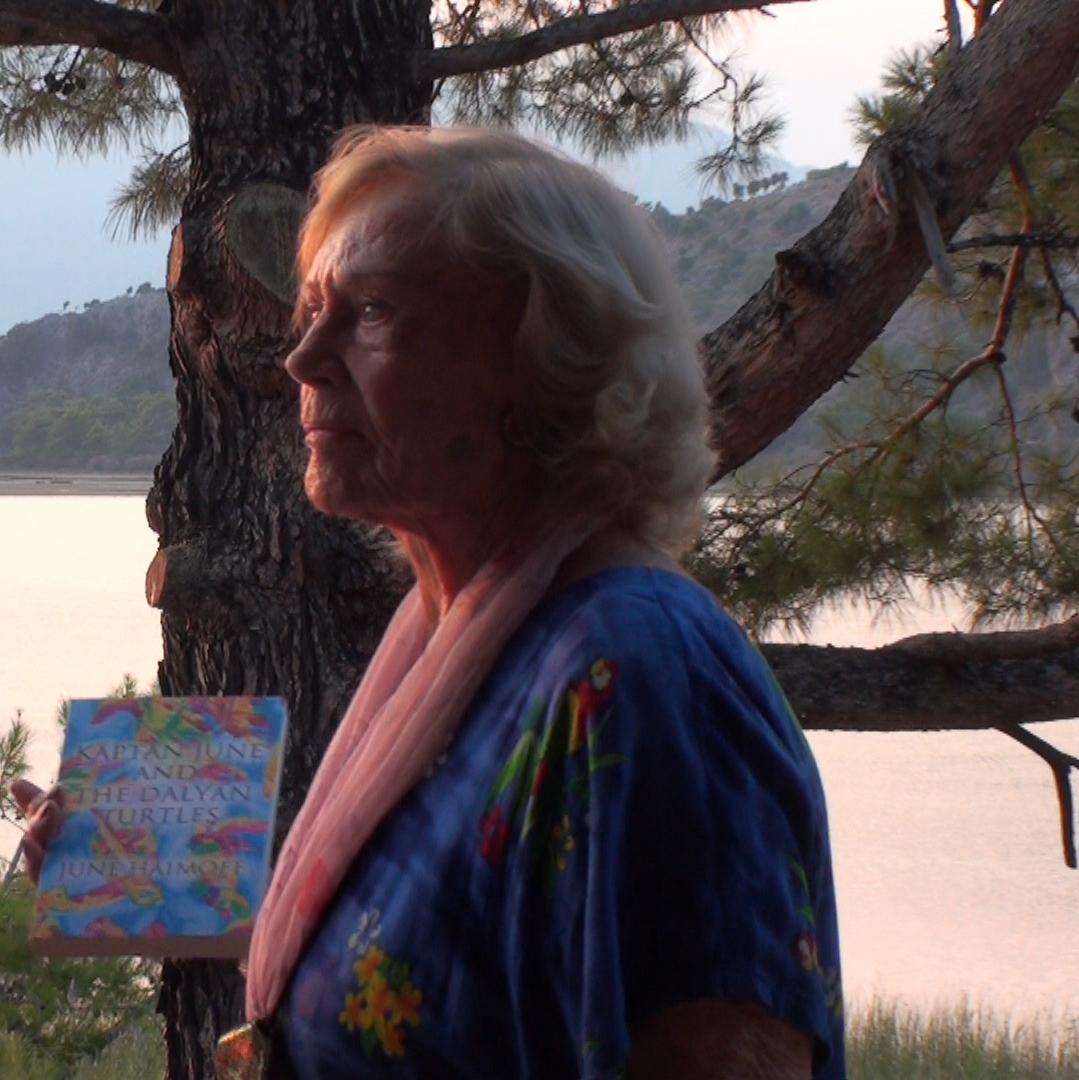
السيدة الإنكليزية "جون هيموف" June Haimoff، أطلقت مع زملائها مبادرو حماية شاطئ إيزتوزو.

بدئا من عام 1984م، كانت هناك شائعات تدور حول تطوير «شاطئ إيزتوزو» للسياحة الجماعية. نُوقشت خطط لبناء فندق ومرسى على جانب دلتا «نهر داليان» ومنازل «بنغالو» (منازل سياحية صغيرة) (بالإنجليزية: bungalow)‏ في «دالايان الصغيرة» (بالتركية: Küçük Dalyan)‏ على ضفاف بحيرة «سولونغور» (بالتركية: Sülüngür)‏. 
في عام 1986م تم استدعاء أصحاب الأكواخ الموجودة على «شاطئ إيزتوزو» لتفكيك أكواخهم بحلول شهر أكتوبر من نفس العام. 
في أبريل عام 1987م، أصبحت الشائعات حول مجمع الفنادق حقيقة حين بدأ البناء في «فندق شاطئ كونوس» (بالإنجليزية: Kaunos Beach Hotel)‏، ليكون منتجعاً لقضاء العطلات يحتوي على 1800 سرير يتم تمويله من أموال المساعدات الإنمائية الألمانية. 
ولأن هذا كان يعني نهاية موطن تعشيش مهم للسلحفاة الكبيرة ضخمة الرأس، فقد أطلقت السيدة الإنكليزية «جون هيموف» (بالإنجليزية: June Haimoff)‏ حملة لإنقاذ «شاطئ إيزتوزو» مع زملائها في حماية البيئة مثل ديفيد بيلامي (بالإنجليزية: David Bellamy)‏، ليلي فينيزيلوس (بالإنجليزية:  Lily Venizelos)‏، غونتر بيتر (بالإنجليزية: Günther Peter)‏، نرجس يازجان (بالتركية: Nergis Yazgan)‏ وكيث كوربيت (بالإنجليزية: Keith Corbett)‏. 
أدى هذا إلى بدء صراعٍ دوليٍ قاتمٍ بين دعاة الحفاظ على البيئة من ناحية، والمطورين من ناحية أخرى الذين لا يكترثون للبيئة، واحتجت عدّة جهات مثل: 
- الاتحاد الدولي لحفظ الطبيعة IUCN.
- منظمة السلام الأخضر Greenpeace.
- الصندوق العالمي للطبيعة World Wildlife Fund.
- جمعية علم الحيوان بفرانكفورت Zoologische Gesellschaft Frankfurt.

تسبب مشروع البناء في سخط شديد في جمهورية ألمانيا الاتحادية بشكل خاص، لأن «شركة التمويل الألمانية للمشاركة في الدول النامية» DEG الألمانية (بالألمانية: Deutsche Finanzierungsgesellschaft für Beteiligungen in Entwicklungsländern) أرادت المطالبة بمبلغ قدره 5 ملايين يورو من الموارد العامة تحت ذريعة «مساعدات التنمية» لبناء ذلك الفندق.

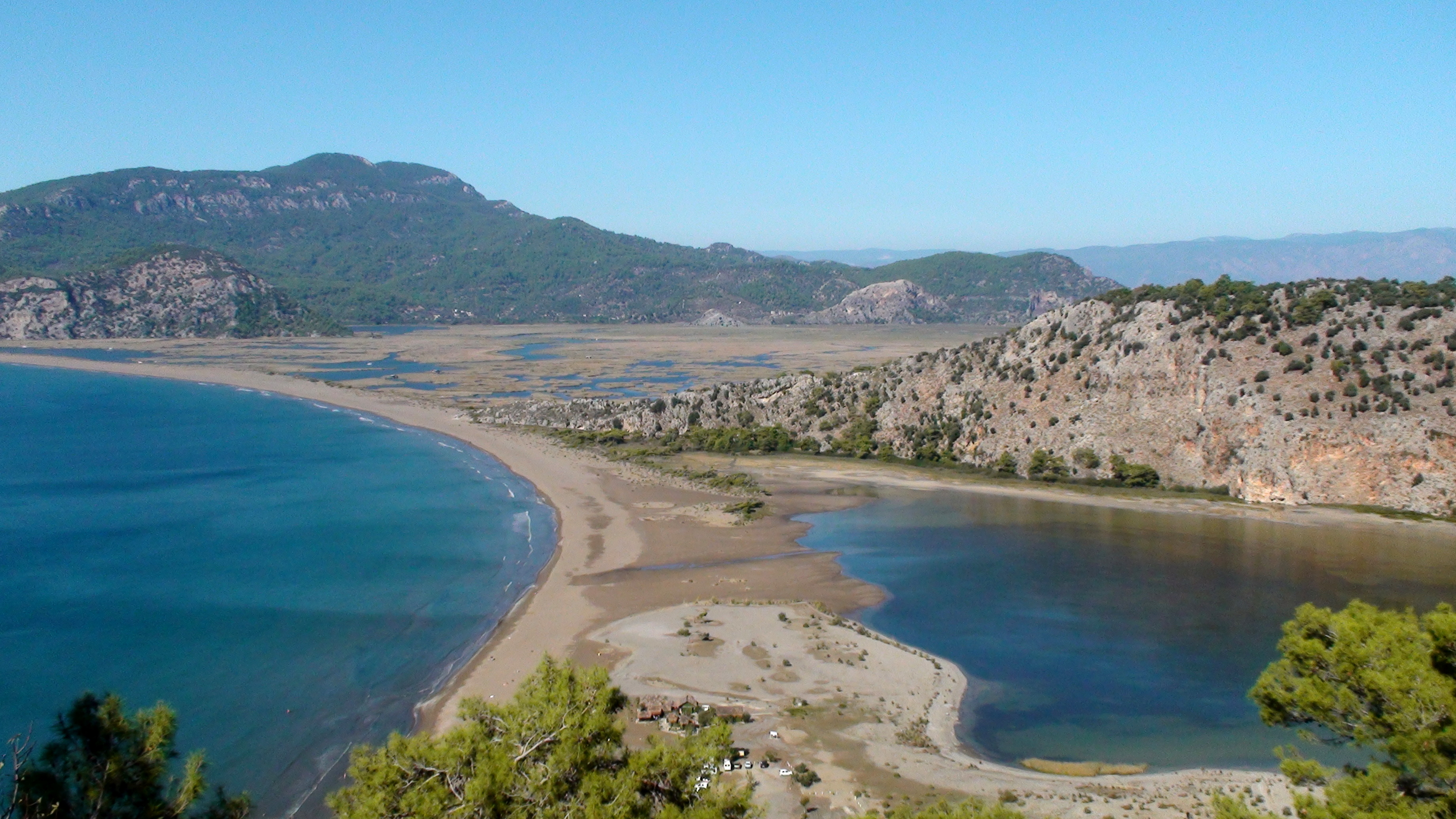
"شاطئ إيزتوزو"

كانت السيدة «جون هيموف» المدافعة عن البيئة تعيش في بلدة داليان بمحافظة موغلا بتركيا، فناشدت الصندوق العالمي للطبيعة (WWF) (بالإنجليزية: World Wide Fund for Nature)‏ التدخل، وكان رئيسه آنذاك الأمير فيليب زوج الملكة إليزابيث الثانية ملكة المملكة المتحدة، الذي طلب من رئيس الوزراء التركي تورغوت أوزال وقفًا مؤقتًا للبناء، في انتظار تقييم الأثر البيئي، فتم قبول هذا الطلب وتوقف البناء مؤقتًا. 
في غضون ذلك، قررت الحكومة الفيدرالية الألمانية عدم صرف الأموال «لشركة التمويل الألمانية للمشاركة في الدول النامية» DEG في بناء الفندق. 
في يوليو 1988م، قررت الحكومة التركية عدم تطوير الموقع، ومنحت «شاطئ إيزتوزو» والمنطقة الداخلية البعيدة عن الشاطئ وضع حماية البيئة الخاص. 
روت السيدة «جون هيموف» النضال من أجل الحفاظ على «شاطئ إيزتوزو» كموطن تعشيش السلاحف المهددة بالانقراض، في كتاب سيرتها الذاتية «رُبَّان السفينة جون والسلاحف» (بالإنجليزية: Kaptan June and Turtles)‏ الذي نُشر لأول مرة في عام 1997م.
في عام 2001م، نُشرت الترجمة التركية للكتاب تحت اسم (بالتركية: Kaptan June ve Kaplumbağalar)‏. 

## الحماية البيئية

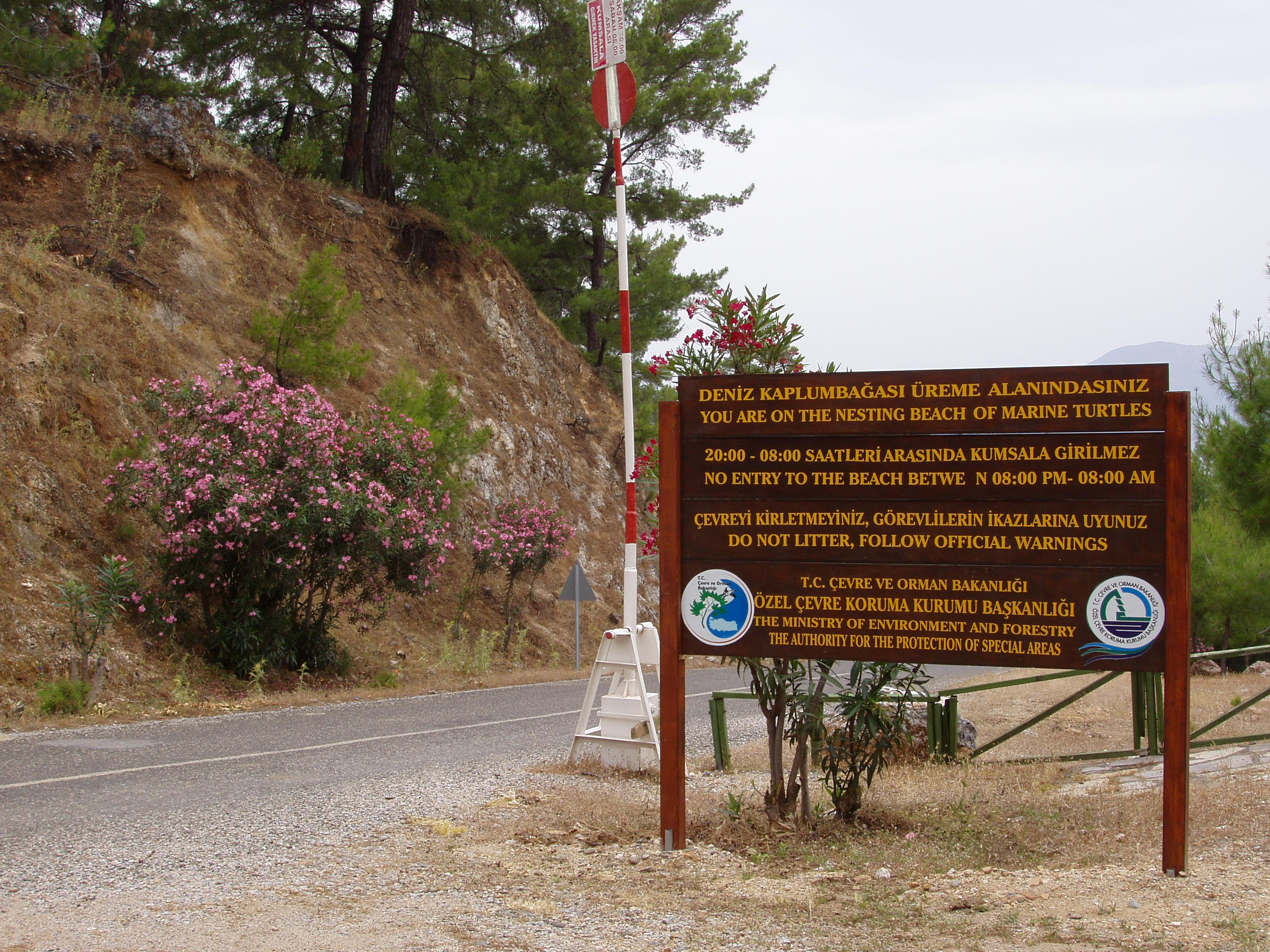
لافتة المعلومات على شاطئ إيزتوزو.

«شاطئ إيزتوزو» أحد موائل التعشيش الرئيسية للسلحفاة البحرية ذات الرأس الكبير في البحر الأبيض المتوسط، إذ يتم فيها حوالي 300 مكان لوضع بيض السلاحف سنويًا. 
ولمنع أي مُضَايَقَة وتَعْوِيق للسلاحف وأعشاشها، فرضت الحكومة التركية لوائح صارمة عام 1988م كما يلي: 
- من 1 مايو إلى 31 أكتوبر، لا يمكن الوصول إلى الشاطئ للجمهور بين الساعة 20:00 و 08:00، لمكافحة الإزعاج الصوتي والضوئي.
- لا يُسمح بدخول المركبات والحيوانات إلى الشاطئ.
- في مناطق التعشيش، تُحظر المظلات وكراسي الاستلقاء للتشمس، كما لا يجوز الاستلقاء على المناشف أو عمل حفر على الشاطئ.
- الزوارق السريعة محظورة على بعد ميل واحد من الشاطئ وفي دلتا نهر داليان والنهر.

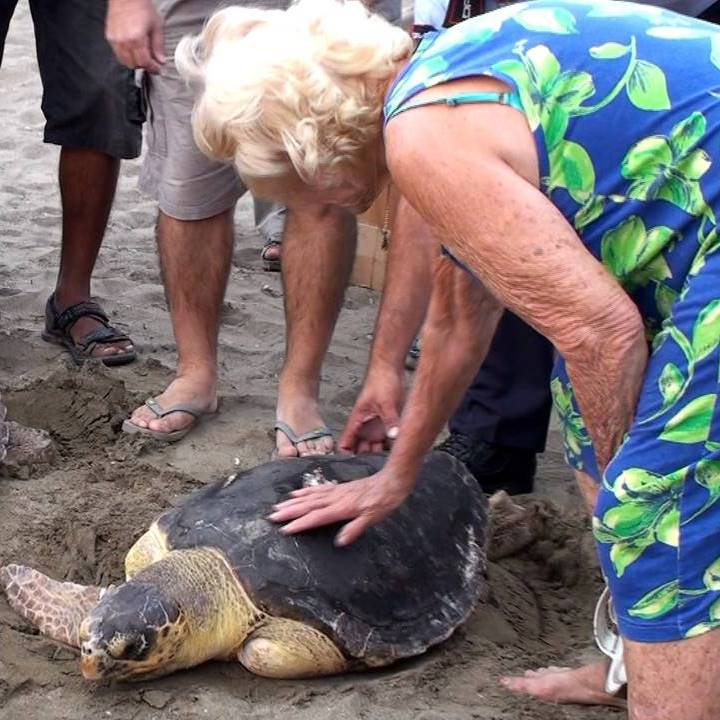
السيدة "جون هيموف" أثناء إطلاق سلحفاة بحرية ضخمة الرأس أُعيد تأهيلها.

أثبتت هذه الإجراءات نجاحها، وعلى الرغم من الزيادة الهائلة في السياحة، إلا أن برنامج الرصد الذي تم تنفيذه بدئاً من عام 1988م يُظهر عددًا ثابتًا من السلاحف بل حتى زيادة بسيطة في أعشاش الشاطئ.
يوجد منذ مايو 2009م مركز للسلاحف على الشاطئ يديره قسم الأحياء بجامعة باموك كالي (بالتركية: Pamukkale Üniversitesi)‏:
- يُشارك الطلابُ والمتطوعون خلال موسم التكاثر في المراقبة الشاطئية لتحديد مواقع وأعداد الأعشاش.
- توفير الحماية عن طريق وضع أقفاص لمنع الافتراس.
- يتم إحضار السلاحف المصابة الموجودة على الشاطئ أو في مصب النهر للعلاج وإعادة التأهيل.

في فبراير 2011م، تم إنشاء «مؤسسة قبطان جون لحفظ السلاحف البحرية» (بالإنجليزية: Kaptan June Sea Turtle Conservation Foundation)‏، وهي مؤسسة تتمثل مهمتها في حماية السلاحف البحرية وموائلها. 
تم إعادة الكوخ الشاطئي القديم للسيدة المدافعة عن البيئة «جون هيموف» إلى مدينة «إيزتوزو» وتم تحويله إلى متحف صغير.
 

في مايو 2011م، حصلت «جون هيموف» على جائزة "عضو" MBE من قبل الملكة إليزابيث الثانية (Elizabeth II) نظير خدماتها في الحفاظ على البيئة وحماية السلاحف المهددة بالانقراض في تركيا.

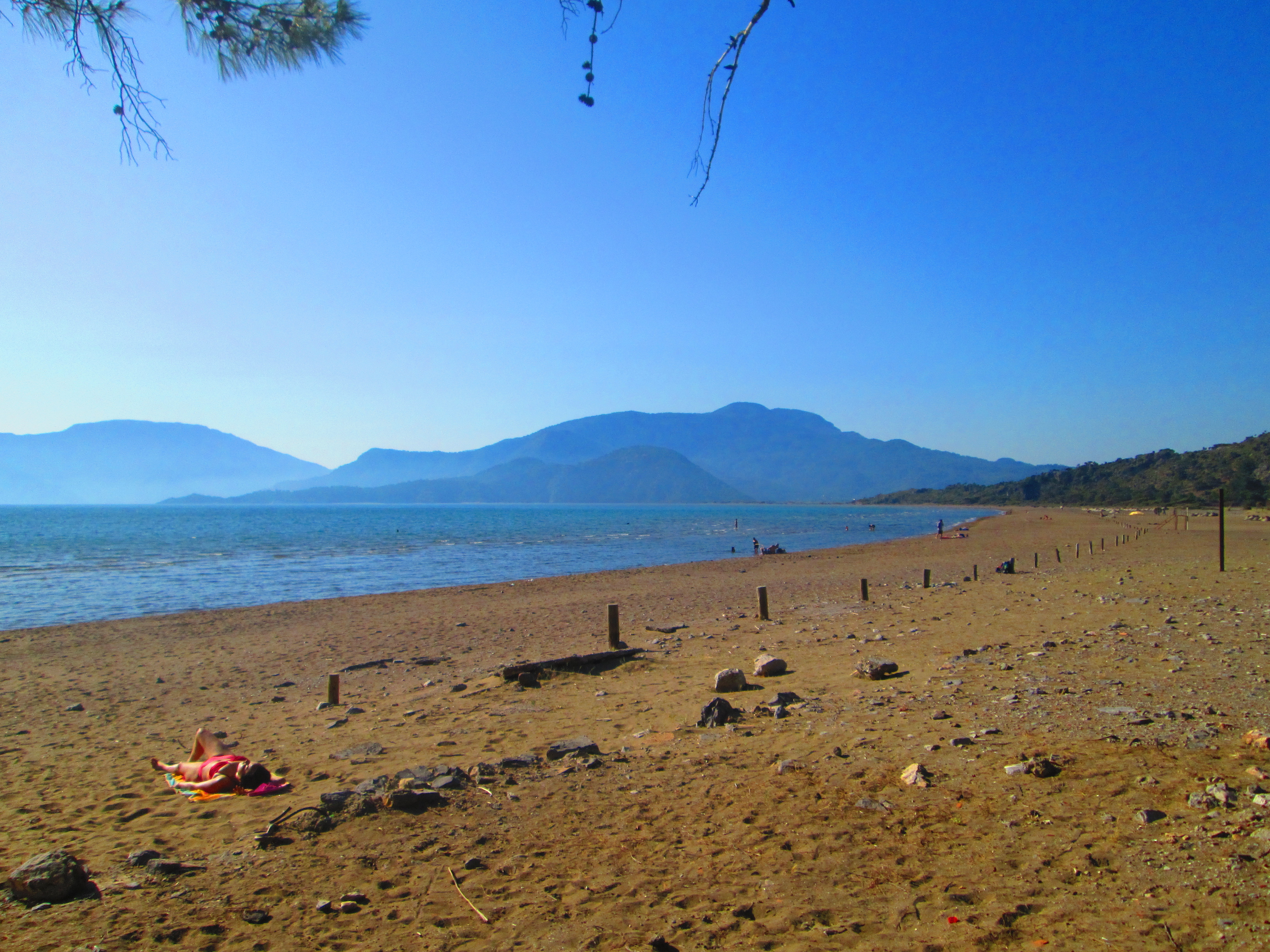
صورة للأوتاد الخشبية المُثبتة علي شاطئ إيزتوزو تهدف لتحديد مواقع التعشيش للسلاحف البحرية ضخمة الرأس، المهددة بالإنقراض. يجب أن يكون الزائرون على دراية بتلك الأوتاد وعدم تخريبها.

## التقدير الدولي
- في الفترة من عام 1988م ومابعدها، أصبحت منطقة «كويجيغيز-داليان» (بالتركية: Köyceğiz-Dalyan)‏ وجهة شهيرة لقضاء العطلات.
- يتردد على «شاطئ إيزتوزو» الأشخاص الذين يعيشون أو يقيمون في داليان وسياح اليوم الواحد من مناطق مثل مارماريس وساريجيرمي (بالتركية: Sarıgerme)‏.
- في عام 2008م، تم إعلان فوز «شاطئ إيزتوزو» في فئة «أفضل فضاء مفتوح (أوروبا)» من قبل صحيفة التايمز البريطانية «The Times» بسبب الاستغلال الصديق للبيئة للشاطئ.[7]
- في عام 2011م، تم الإعلان عن داليان و«شاطئ إيزتوزو» كأفضل وجهة شاطئية في أوروبا من قبل موقع تقييم العطلات الهولندي «زوفر Zoover».[8]
- في عام 2013م، فاز «شاطئ إيزتوزو» بجائزة سابع أفضل شاطئ في أوروبا من «تريب أدفايزور Trip Advisor».[9][10]

## معرض الصور

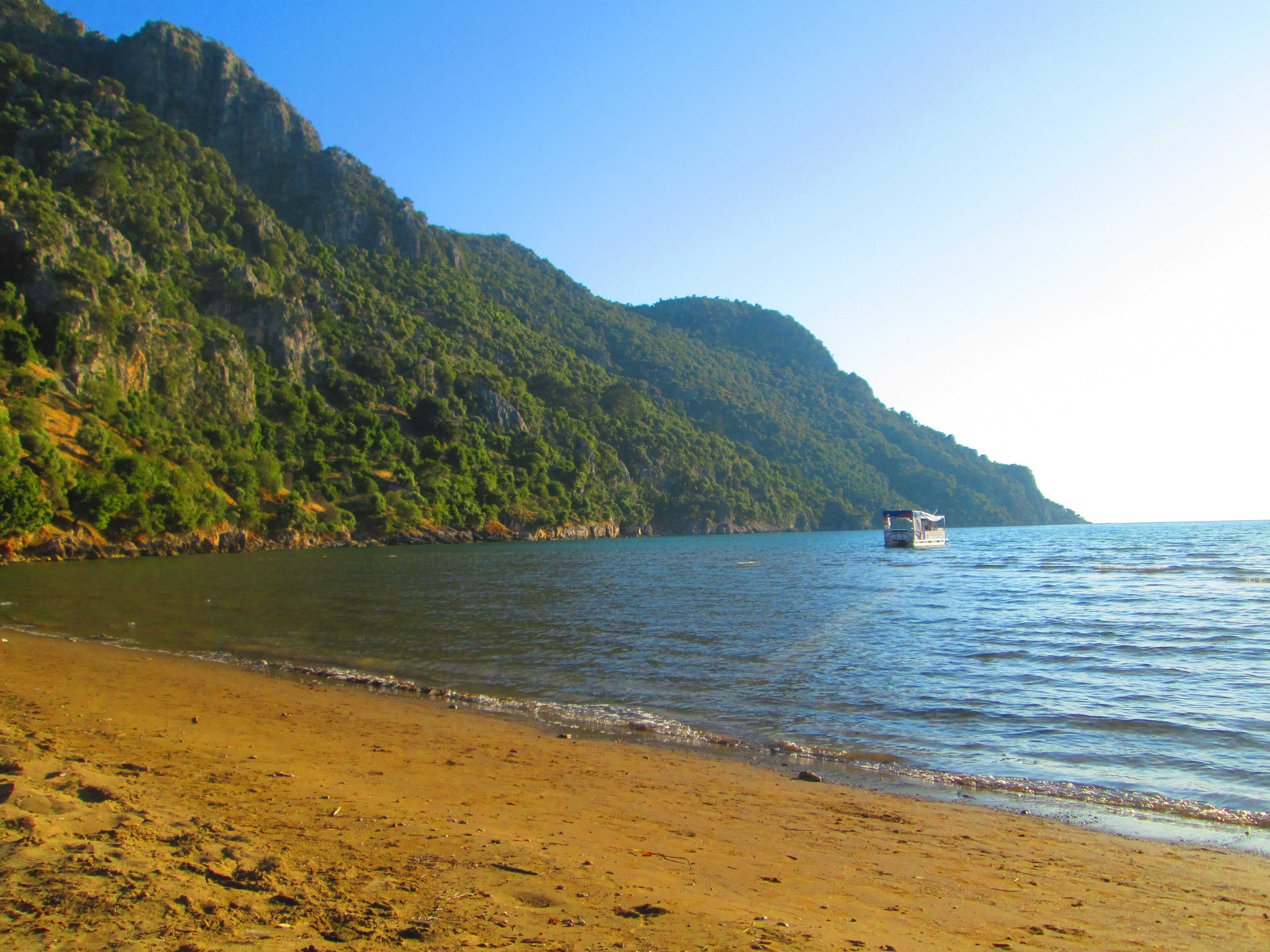
شاطئ إيزتوزو.
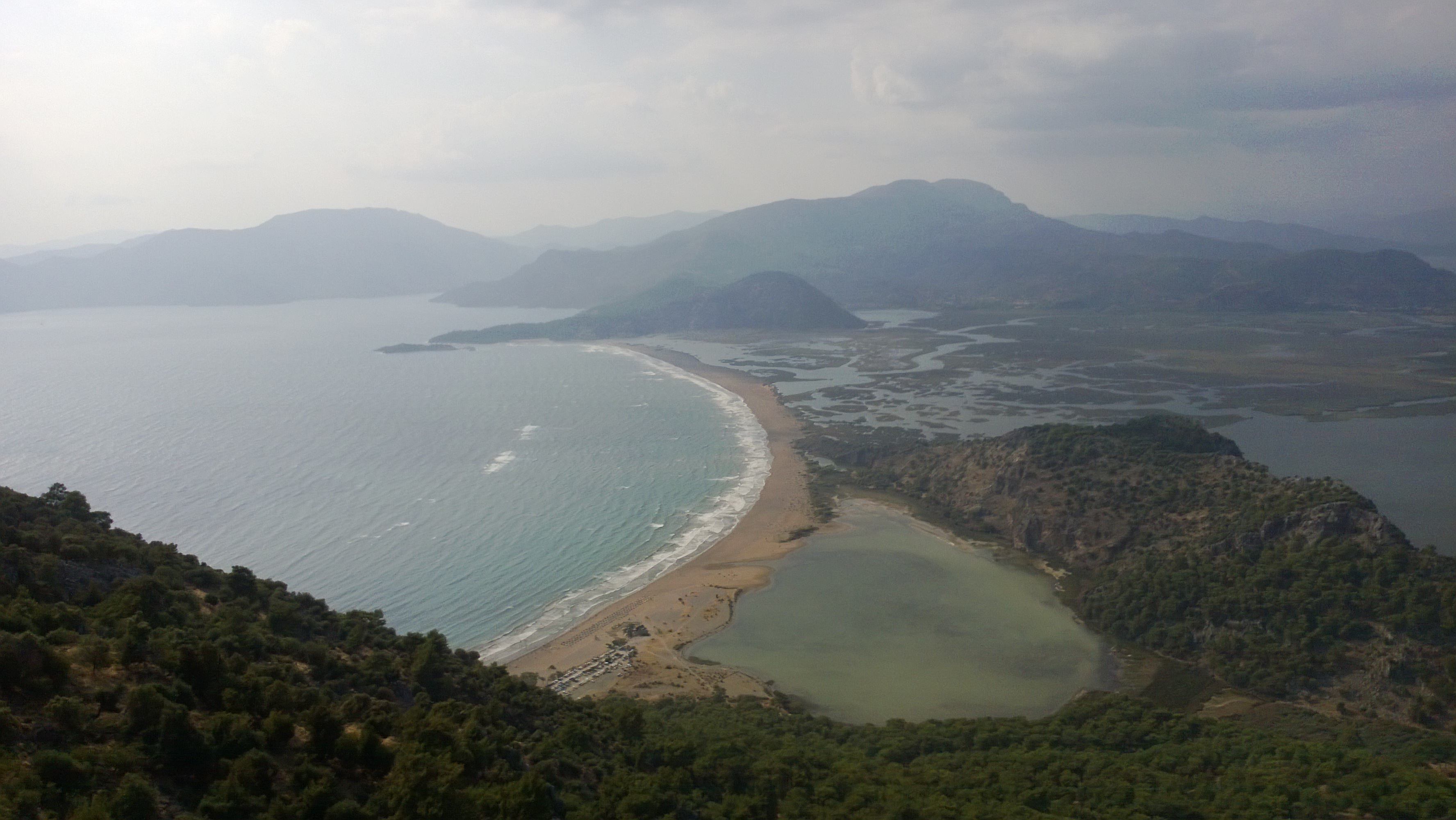
شاطئ إيزتوزو.
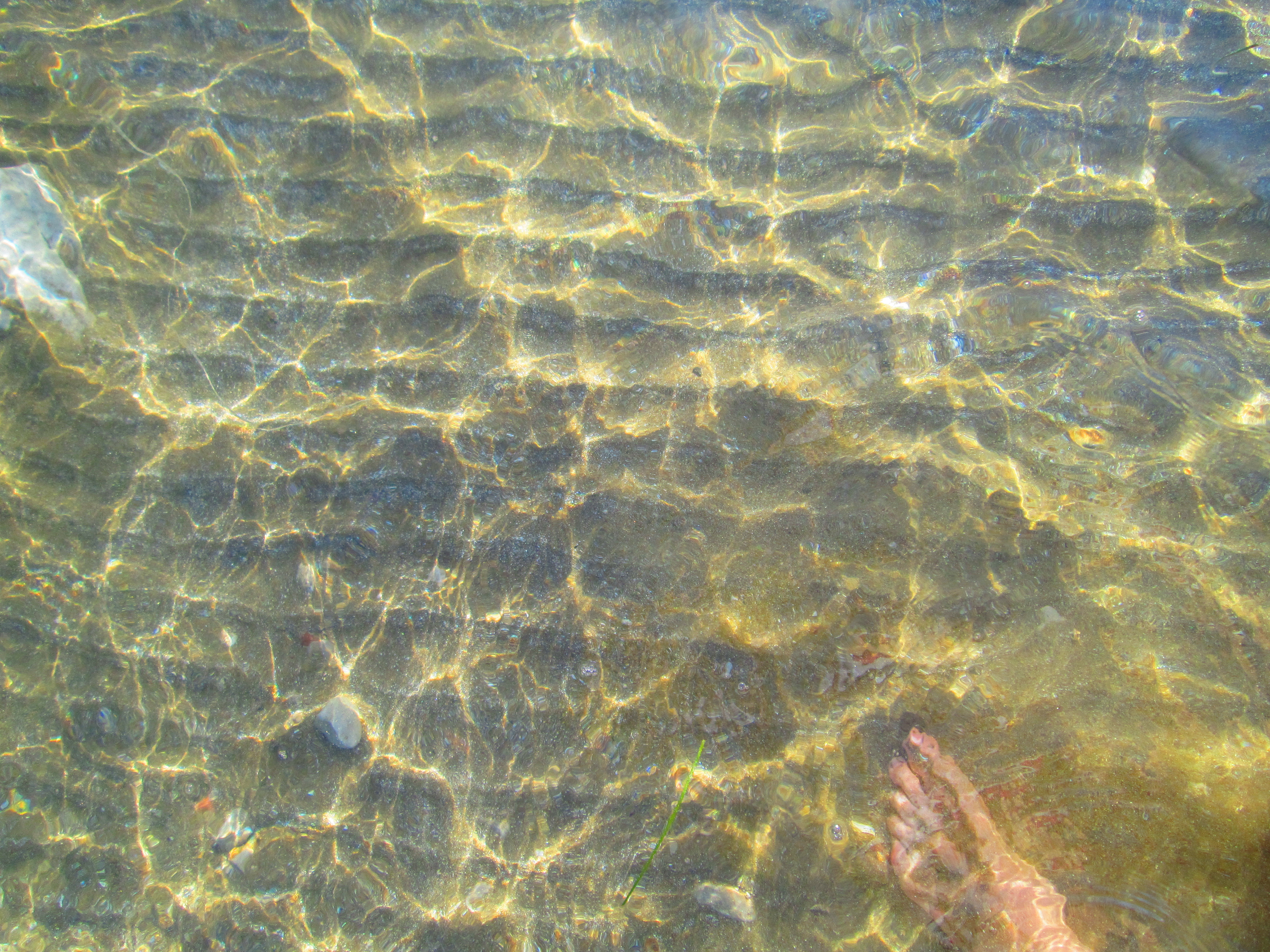
شاطئ إيزتوزو.
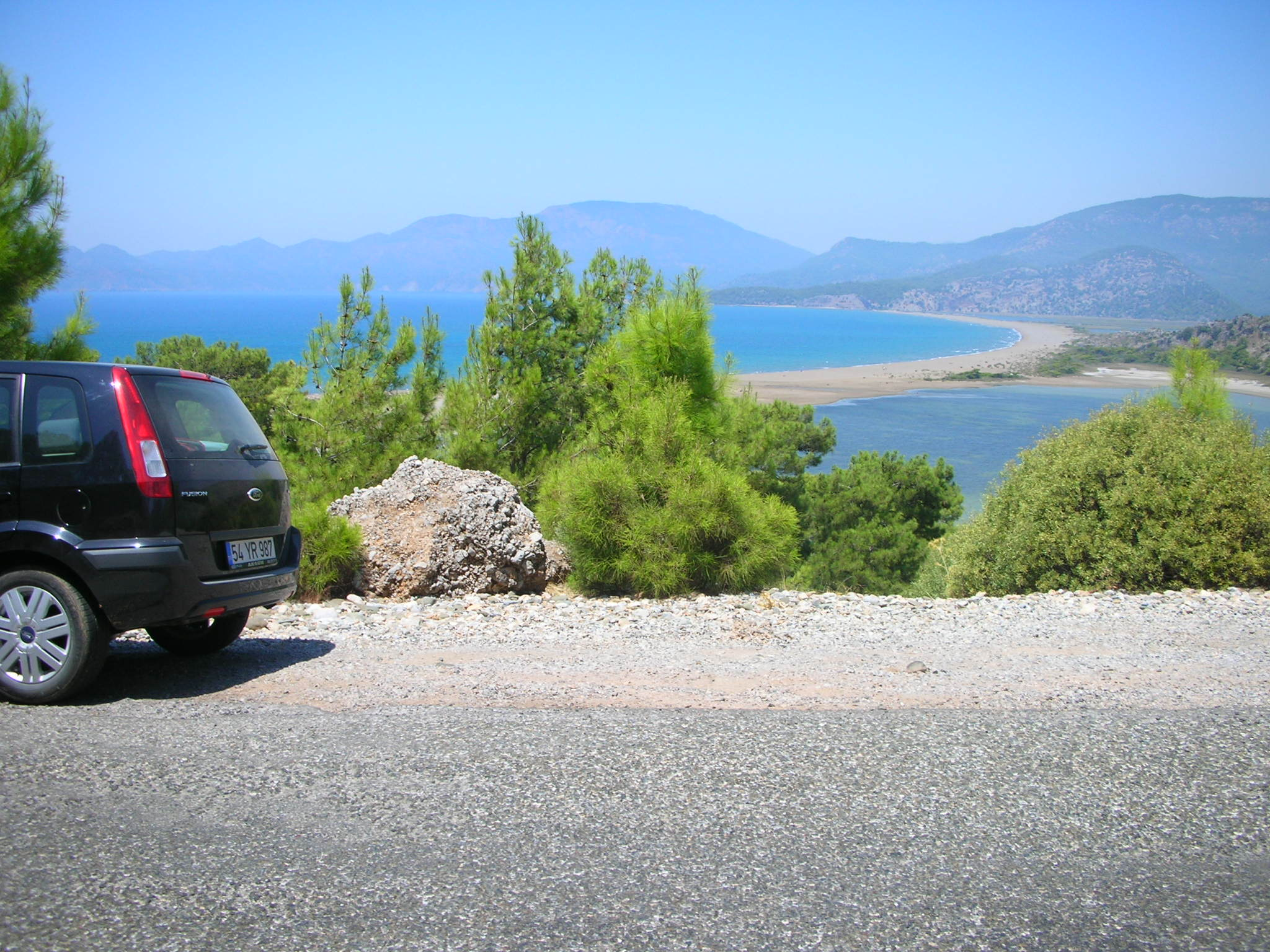
شاطئ إيزتوزو.
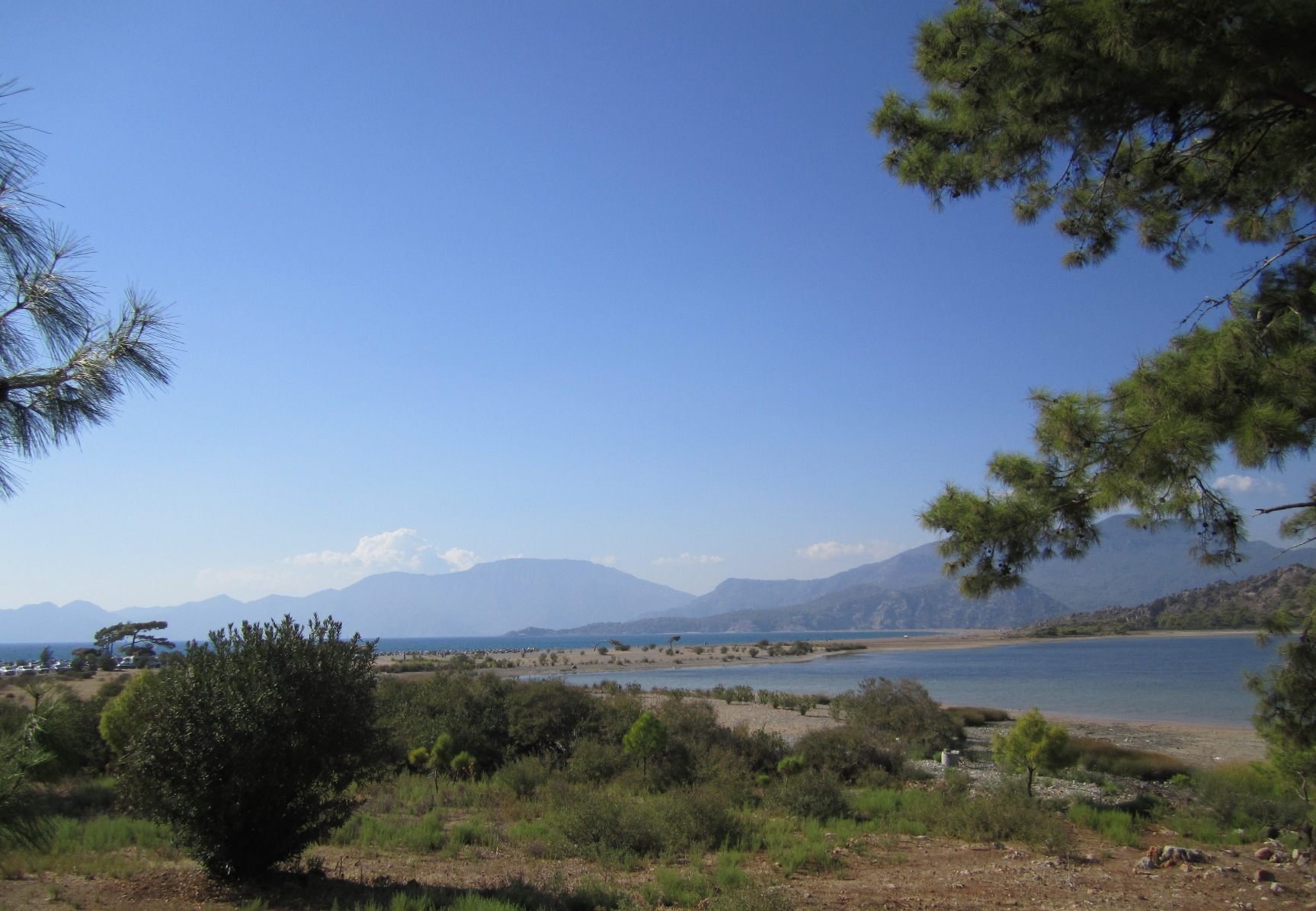
شاطئ إيزتوزو.
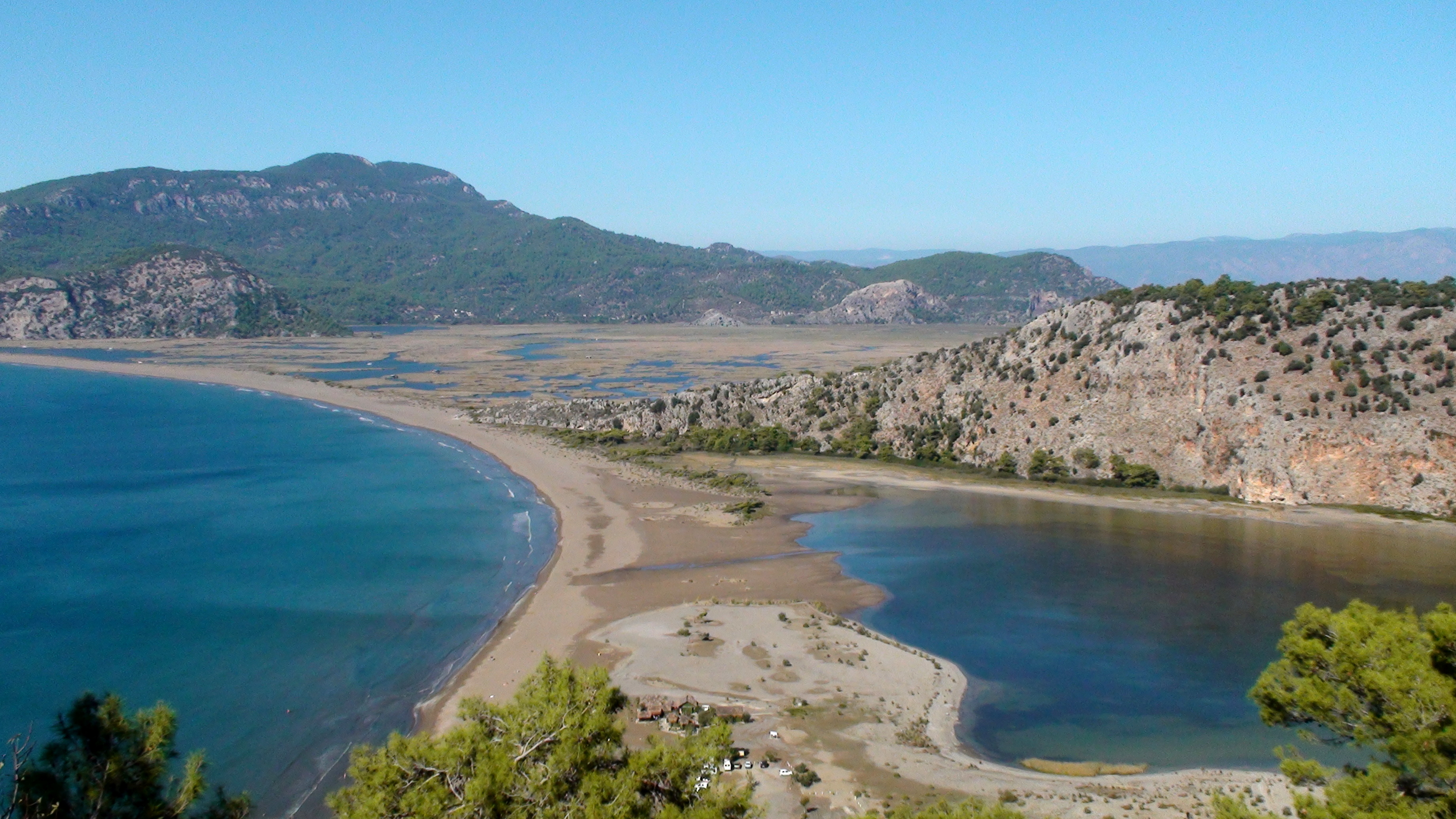
شاطئ إيزتوزو.
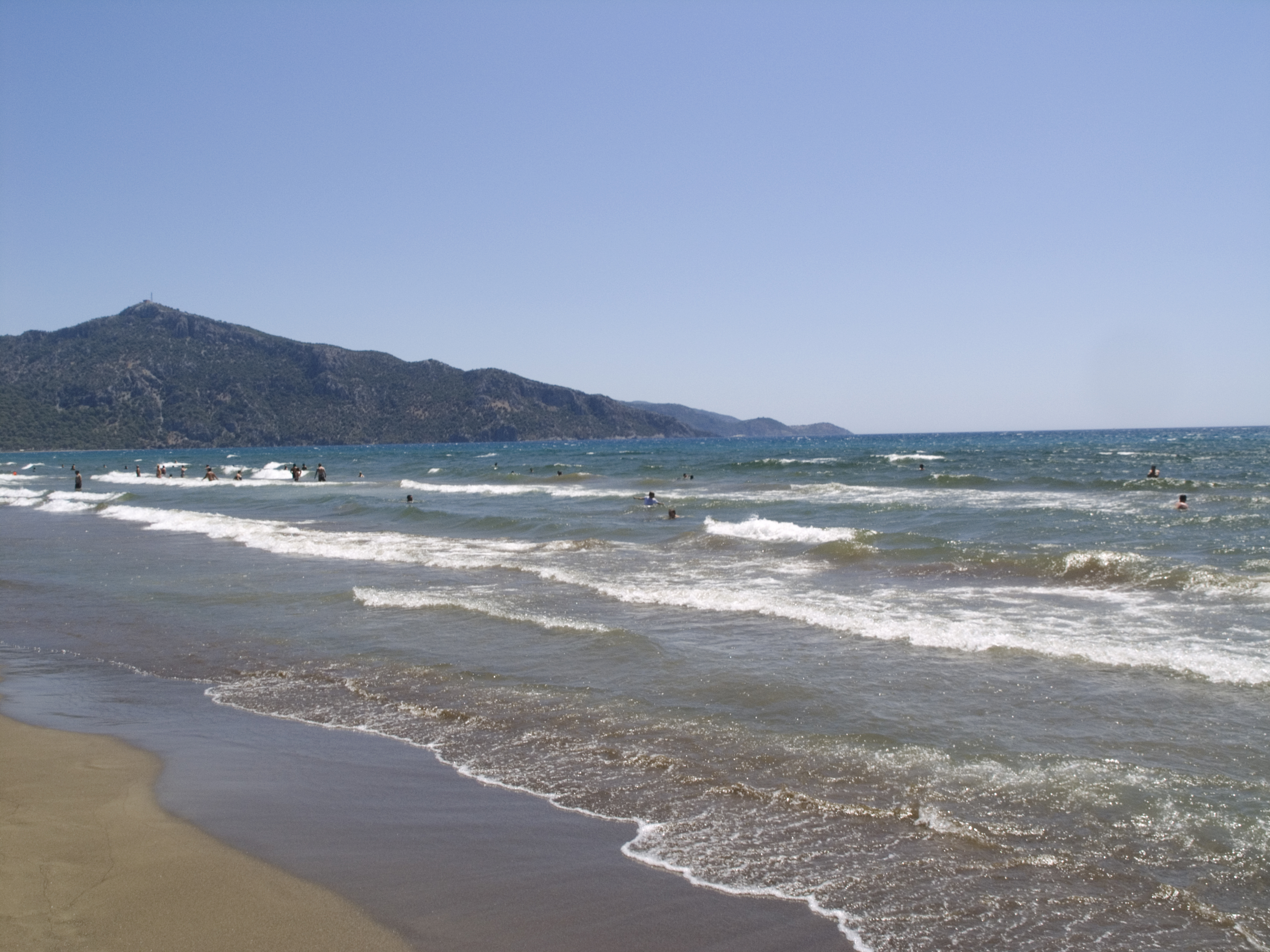
شاطئ إيزتوزو.
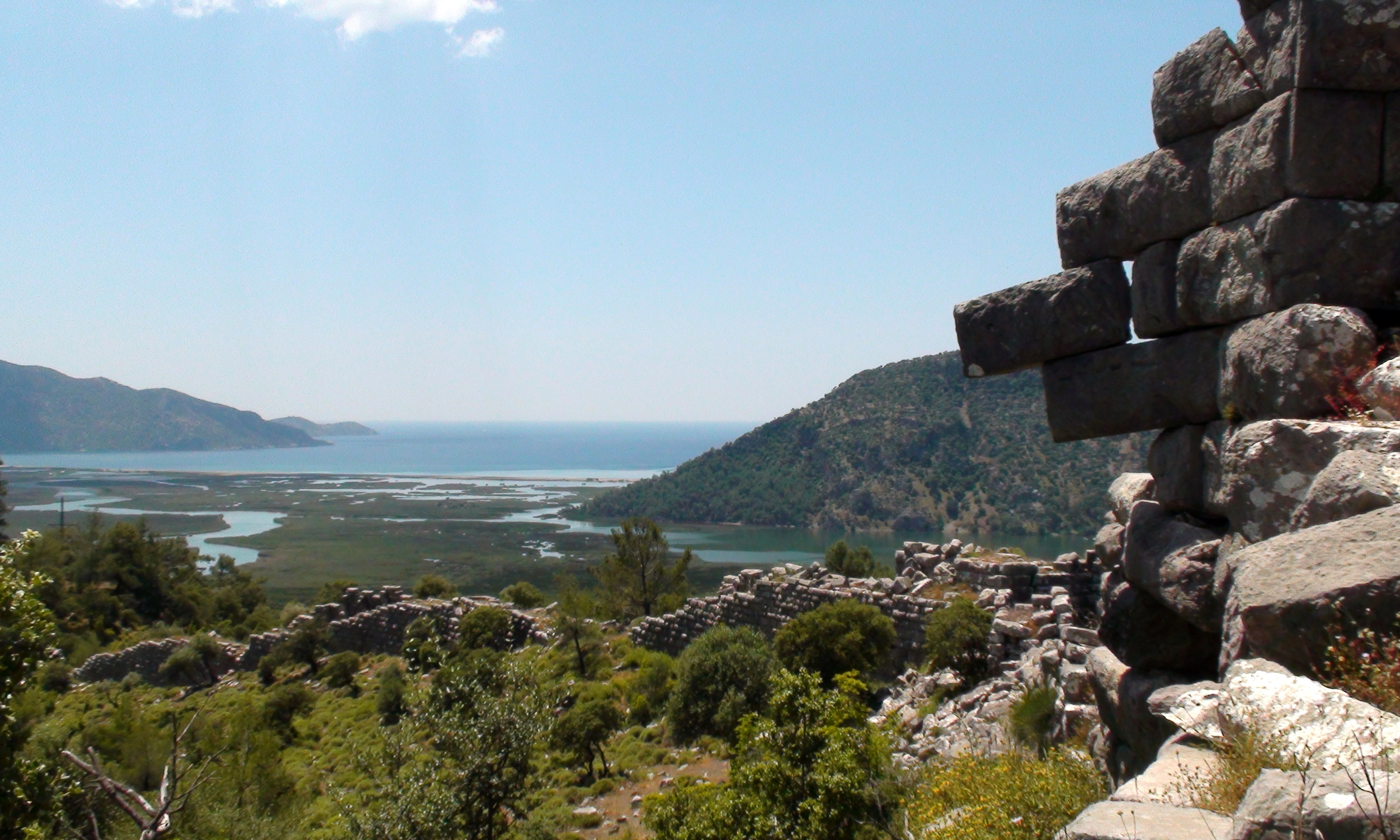
شاطئ إيزتوزو.
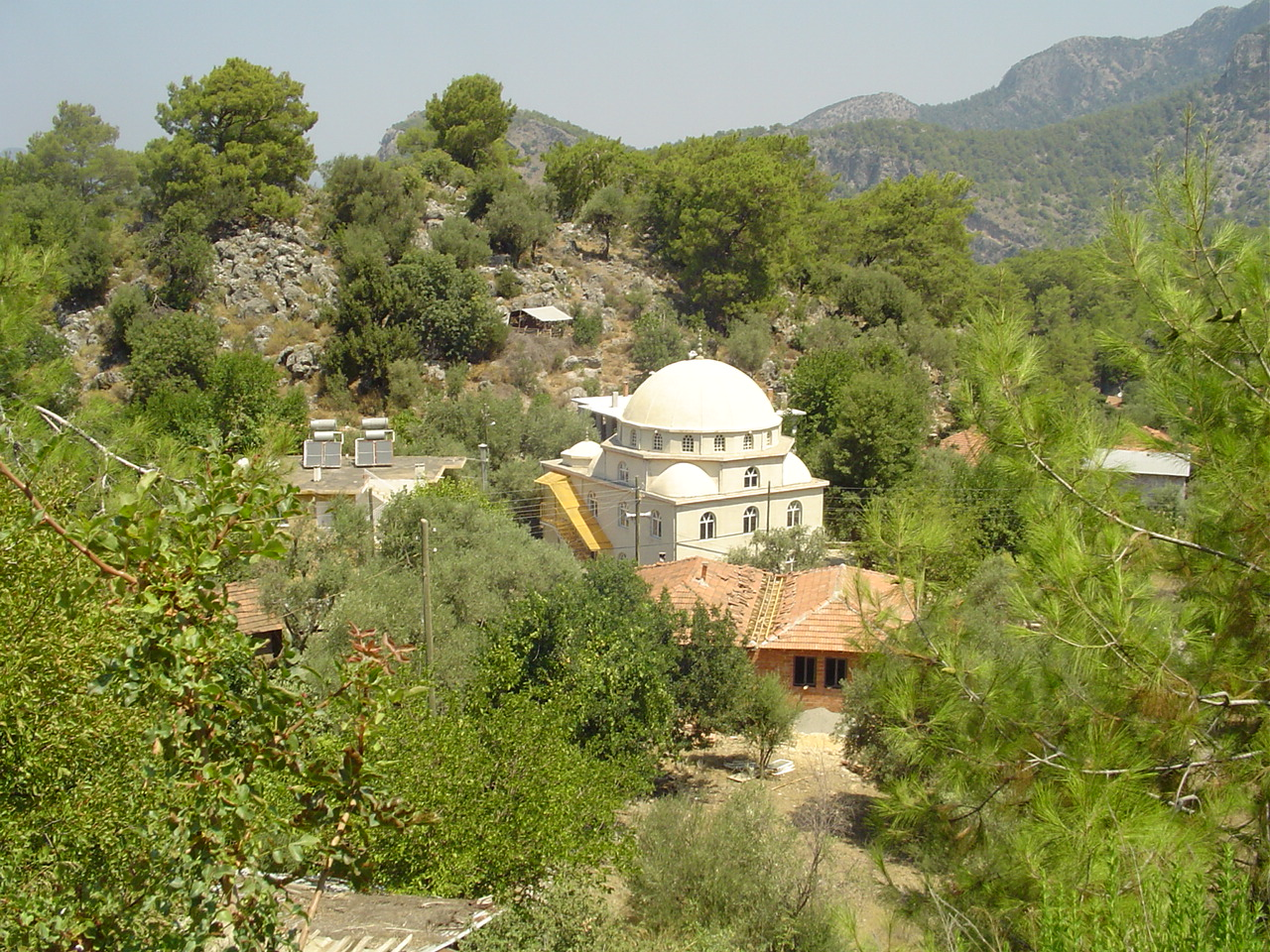
شاطئ إيزتوزو.
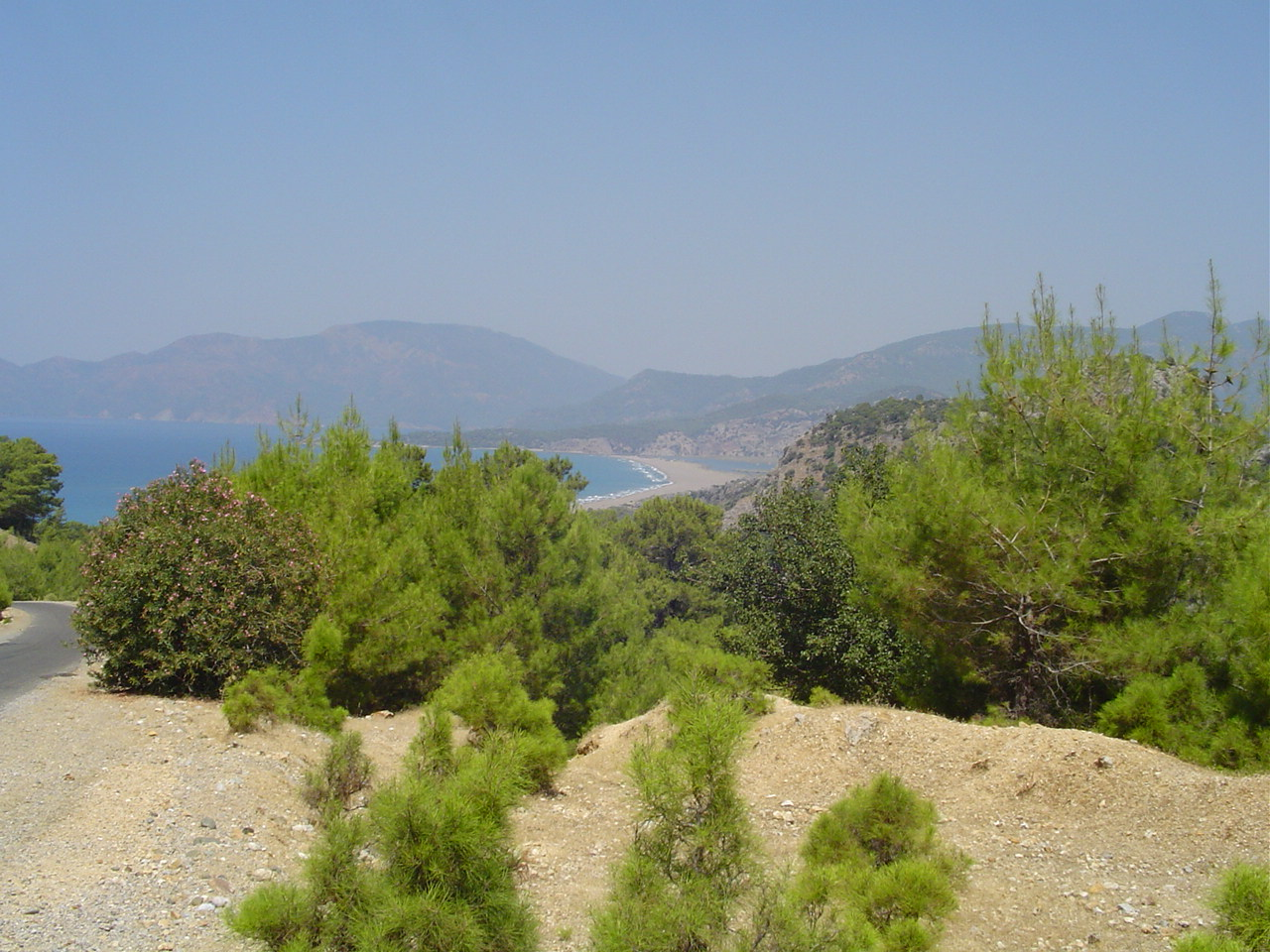
شاطئ إيزتوزو.
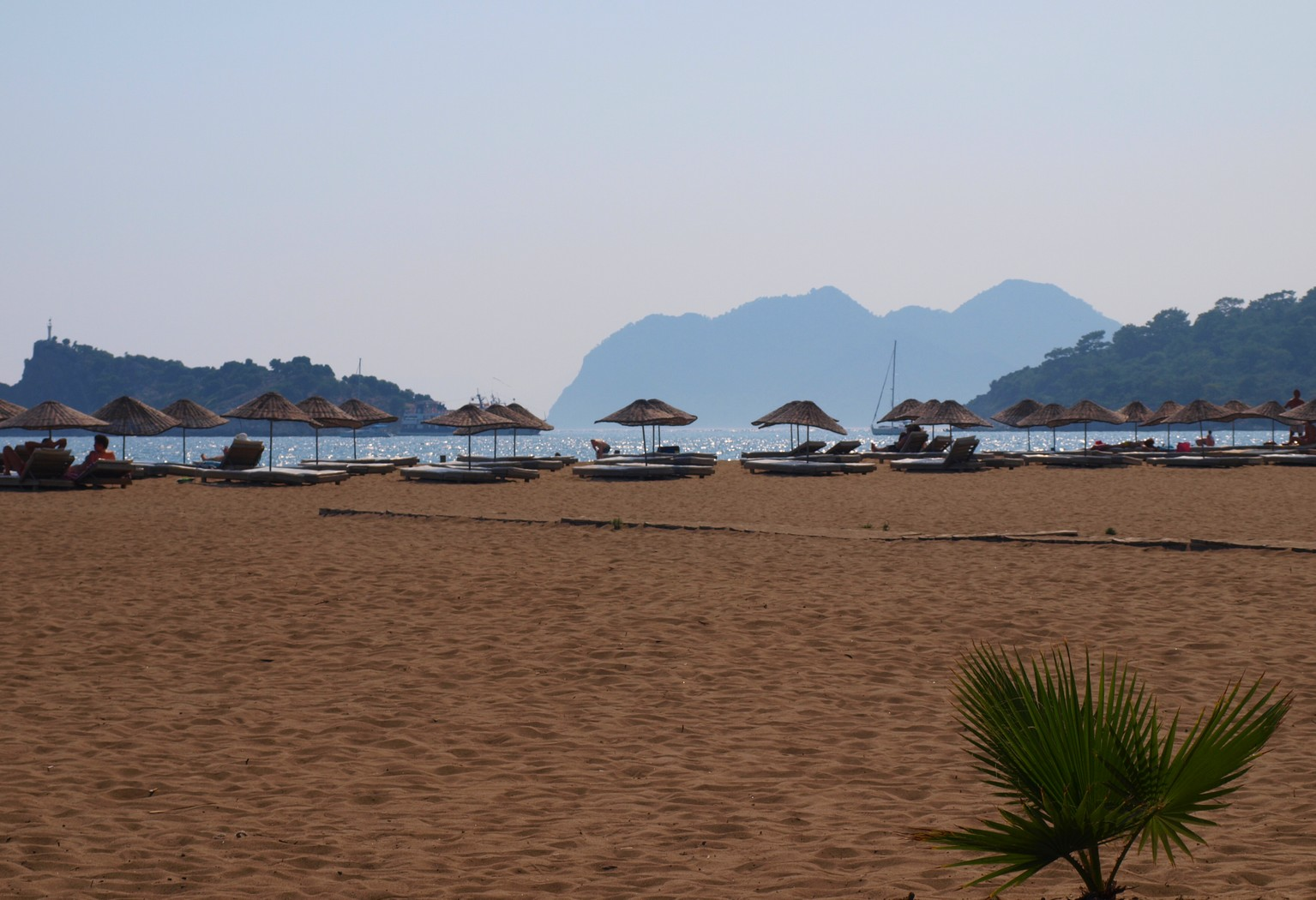
شاطئ إيزتوزو.
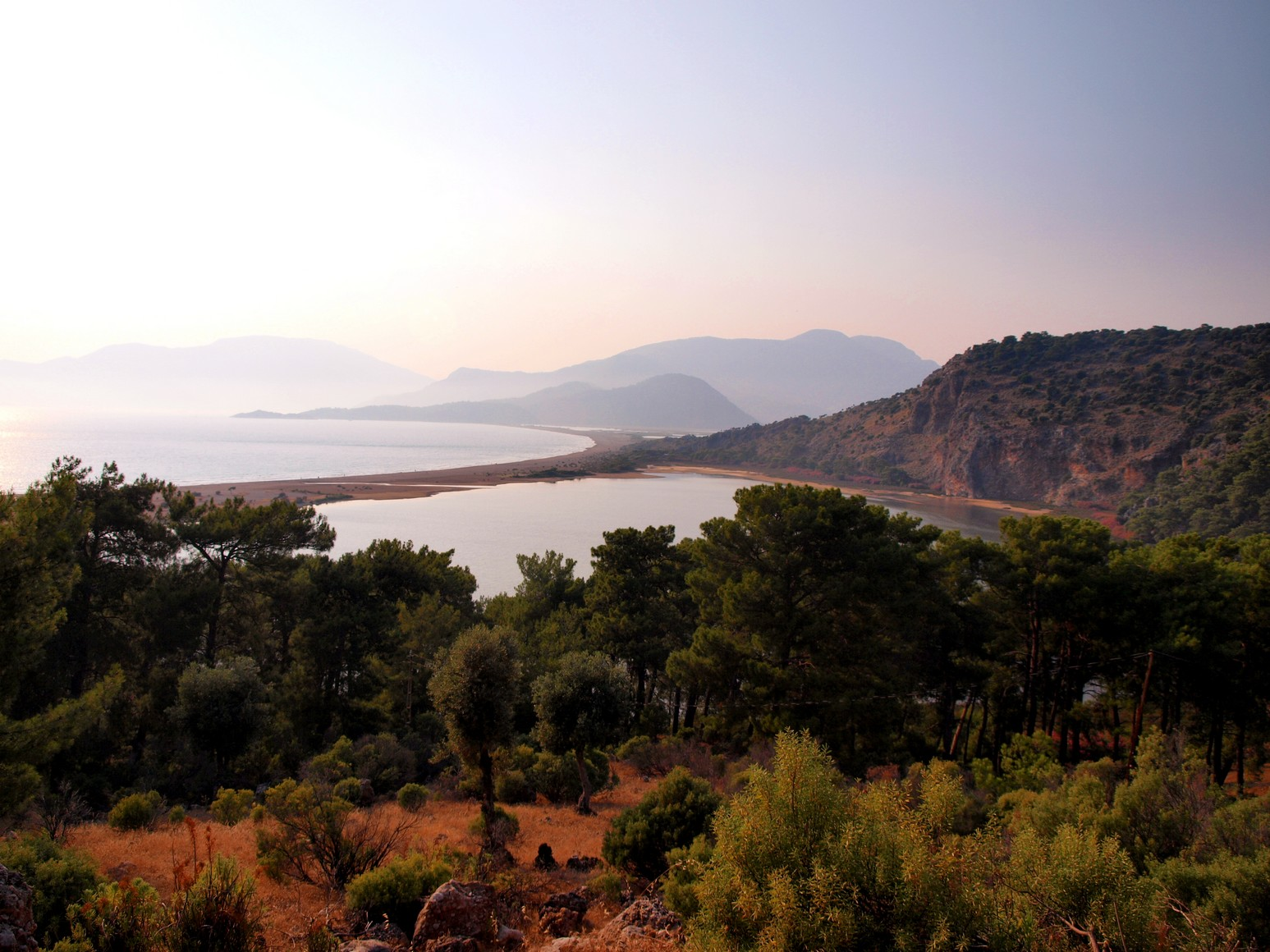
شاطئ إيزتوزو.
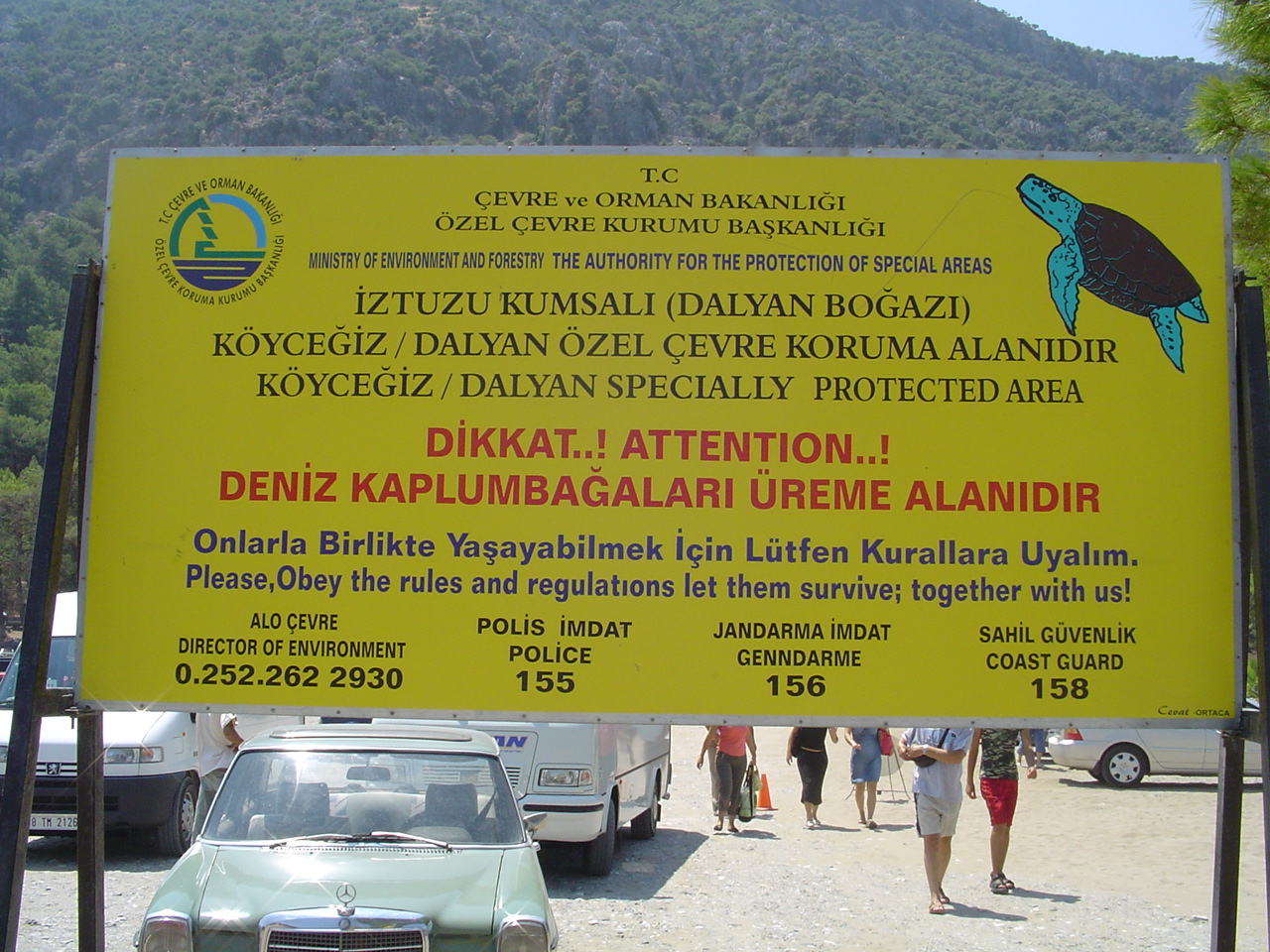
شاطئ إيزتوزو.
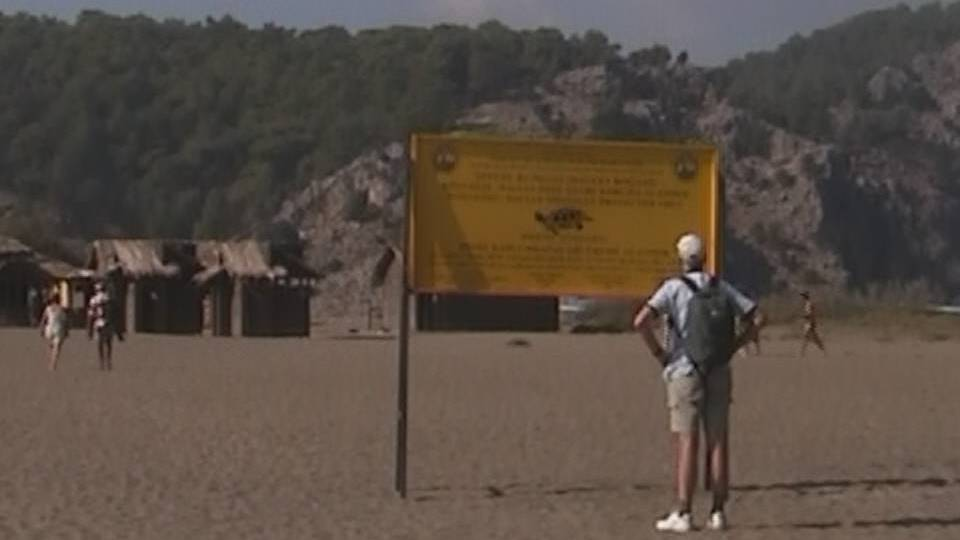
شاطئ إيزتوزو.
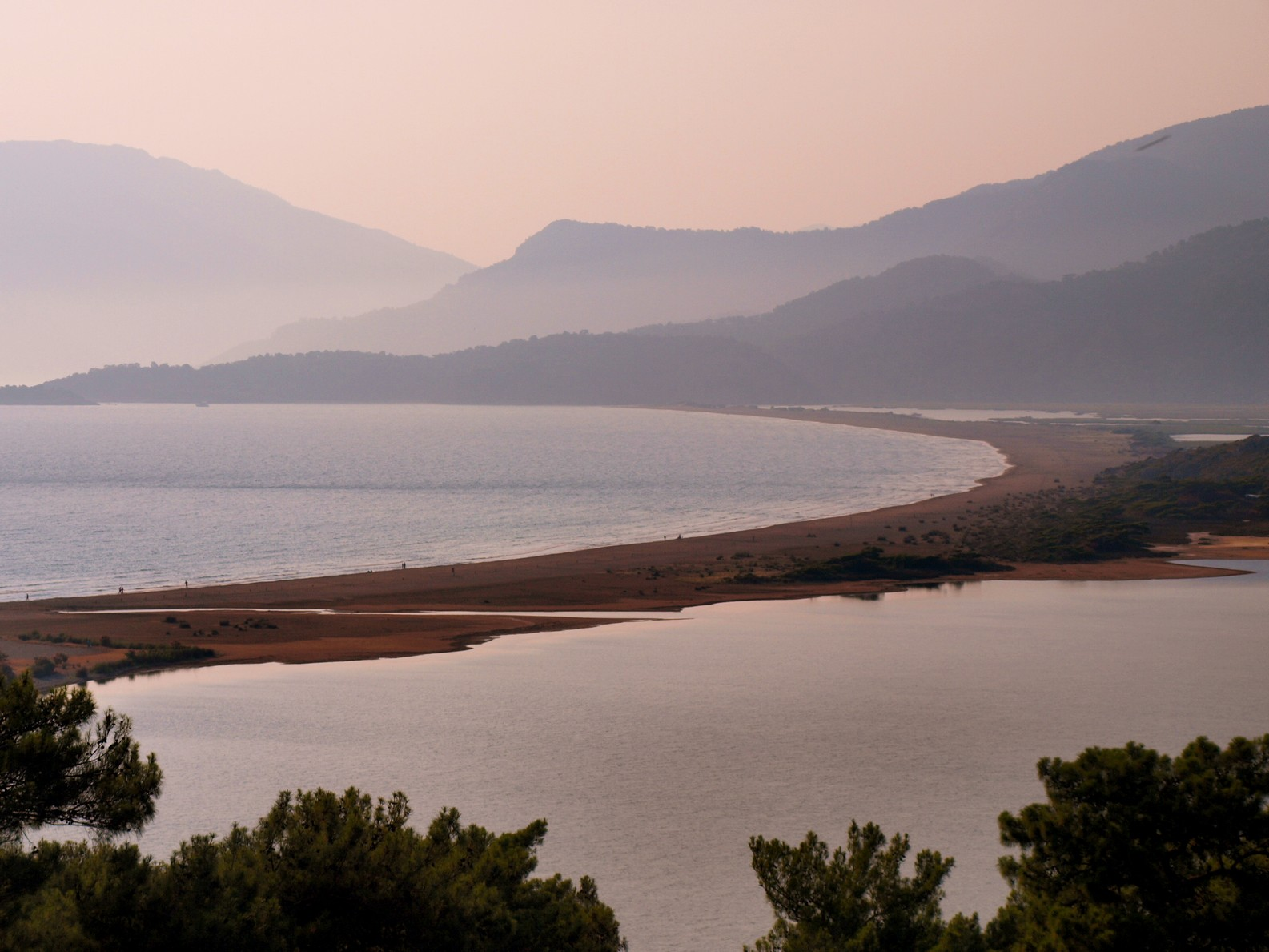
شاطئ إيزتوزو.

## روابط خارجية
- دليل لشاطئ İztuzu ومنطقة داليان
- نشرة السلاحف البحرية: السلاحف البحرية في تركيا، البروفيسور د. إبراهيم بران، 1990
- نشرة السلاحف البحرية: تشريع جديد لحماية مناطق تعشيش السلاحف البحرية في تركيا: باتارا، ودلتا جوكسو، وإكينسيك، وكلير وايتمور، وجوردوغار ساريغول، ونرجس يازجان، 1990